# Гранковская, Светлана Анатольевна
Светла́на Анато́льевна Гранко́вская (22 февраля 1976, Харьков) — российская трековая велогонщица, выступала за сборную России в различных трековых дисциплинах в период 1998—2009 годов. Четырёхкратная чемпионка мира, победительница этапов Кубка мира и всероссийских первенств, участница двух летних Олимпийских игр. На соревнованиях представляла Москву и параллельным зачётом Тульскую область, заслуженный мастер спорта России.

## Биография
Светлана Гранковская родилась 22 февраля 1976 года в городе Харькове Украинской ССР, детство провела там же, однако в возрасте двадцати лет переехала на постоянное жительство в Москву, где приступила к тренировкам под руководством известного российского тренера С. В. Соловьёва. Впоследствии проходила подготовку у таких специалистов как В. Ф. Мельник, П. И. Рыбин, А. А. Толоманов, И. Н. Щелинский, А. В. Панфилов. Состояла спортивном клубе Вооружённых сил Ростова-на-Дону.
Впервые вошла в состав сборной России в 1998 году, первого серьёзного успеха добилась в сезоне 2000 года, когда в женском спринте стала чемпионкой всероссийского первенства и одержала победу на этапе Кубка мира, прошедшем на велотреке в «Крылатском». Рассматривалась в числе основных кандидаток для участия в Олимпийских играх в Сиднее, однако вместо неё поехала более опытная Оксана Гришина, которая в итоге выиграла серебряную медаль.
На чемпионате мира 2001 года в бельгийском Антверпене завоевала в спринте золотую медаль, обогнав всех своих соперниц. В 2003 году на мировом первенстве в немецком Штутгарте стала чемпионкой сразу в двух дисциплинах: спринте и кейрине. Год спустя на аналогичных соревнованиях в Мельбурне снова заняла первое место в спринте, защитив тем самым чемпионский титул. Благодаря череде удачных выступлений удостоилась права защищать честь страны на летних Олимпийских играх 2004 года в Афинах — в полукилометровом гите финишировала девятой, тогда как в своём коронном спринте сумела дойти до стадии полуфиналов, где проиграла соотечественнице Тамилле Абасовой (в гонке за третье место потерпела поражение от австралийки Анны Мирс).
Несмотря на неудачу с Олимпиадой, Гранковская осталась в основном составе российской национальной сборной и продолжила принимать участие в крупнейших международных соревнованиях. Так, в 2008 году она стала чемпионкой России сразу в трёх дисциплинах (кейрине, индивидуальном и командном спринте), после чего выиграла бронзу на этапе Кубка мира в Манчестере. Позже прошла квалификацию на Олимпийские игры в Пекин — на сей раз проиграла китаянке Го Шуан, расположившись в итоговом протоколе на девятой строке.
В ноябре 2009 года объявила о завершении спортивной карьеры: «Семья, ребёнок и будущая профессия оказались важнее, чем продолжение спортивной карьеры. Долго думала, но в итоге решила завязать. Наверное, я чисто эмоционально пережила себя в спорте. Постепенно на первое место у меня вышли другие ценности, и с этим ничего не поделать». Была замужем за российским велогонщиком Сергеем Кучеровым, есть дочь. 
За выдающиеся спортивные достижения удостоена почётного звания «Заслуженный мастер спорта России». Имеет высшее образование, окончила Ростовский государственный педагогический университет. В настоящее время работает психологом в Союзе конькобежцев России.

## Телевидение
- 12 декабря 2017 года была обвиняемой в программе Первого канала «Модный приговор»[5].